# Amparo Athlético Club
O Amparo Athlético Club é um clube brasileiro de futebol da cidade de Amparo, interior do estado de São Paulo. Foi fundado em 28 de abril de 1919 e suas cores são o preto e o branco.

## História
O Amparo Athlético Club foi fundado em 28 de abril de 1919, e como a imensa maioria das equipes fundadas antes de 1940, passou as primeiras décadas de vida disputando campeonatos amadores e regionais. Na época amadora, os principais rivais do Leão da Montanha eram o Floresta de Amparo e o Bragantino, sempre eram grandes jogos com grande quantidade de público, além da enorme rivalidade que era na época.
Seu nome conserva a grafia original, onde o "Athlético" é escrito com "H" - o que por si só, chama a atenção nos dias de hoje, demonstrando o carinho e o cuidado do athléticano não conseguiu acompanhar seus pares - tal como Paulista de Jundiaí, Guarani, Ponte Preta e Bragantino por exemplo, mas existem registros de épicos confronto contra os chamados "grandes" - principalmente uma vitória sobre o São Paulo, na Capital Paulista.
O rival local histórico do time era o Floresta de Amparo, fundado um ano depois, em 1920, e a rivalidade até ajudou a manter a competitividade dos times. Em 1929, o Floresta sagrou-se campeão do Interior pela APEA. O resultado? O título do ano seguinte manteve-se em Amparo, mas desta vez foi para as mãos do Athlético , numa incrível final, disputada contra o Paulista de Jundiaí, num jogo que terminou 6 a 2.
Para comemorar o título, o Athlético convidou o Bragantino, outro forte rival local para uma partida amistosa em 1931 e goleou por 4 a 1.
O Leão da Montanha sagrou-se bicampeão do Interior (em 1930 e 1952), além de outros títulos nas divisões de base nos campeonatos estaduais - colecionando acessos e descensos com o passar dos anos.
Em 1984, o Athlético resolveu se afastar do futebol profissional, para a tristeza de sua torcida e da população de Amparo. Após isso, o Athlético teve aparições rápidas no profissional na Série A-3 de 92 e 93, Série B-2 de 1998 e 2000, Série B-3 de 2001 e Série B-1 (Atual Segunda Divisão) em 2006 e 2010.
Em 2022,o clube disputou a "Bezinha" equivalente a quarta divisão paulista.

## Títulos
| CONQUISTAs                     | CONQUISTAs | CONQUISTAs  |
| Competição                     | Títulos    | Temporadas  |
| ------------------------------ | ---------- | ----------- |
| Campeonato Paulista - Série A2 | 2          | 1928 e 1930 |

## Estatísticas

### Participações
| Aumento | Promovido à divisão superior  |
| Baixa   | Rebaixado à divisão inferior  |
| Inativo | Licenciamento no ano seguinte |

|  | Participações em 2022 |

| Competição | Competição         | Temporadas | Melhor campanha            | Anos                                            | A | R |
| São Paulo  | Série A2           | 8          | Segunda Fase (1984)        | 1948 , 1952, 1976 e 1980-1984                   | – | ? |
| São Paulo  | Série A3           | 9          | Vice-campeão (1979)        | 1954 , 1956 , 1968-1969 , 1977-1979 e 1992-1993 | ? | – |
| São Paulo  | Segunda Divisão    | 10         | 14º colocado (2006 e 2019) | 1962 , 2006 , 2010 , 2015-2020 e 2022           | ? | – |
| São Paulo  | Série B2 (extinta) | 2          | 14º colocado (1998)        | 1998 e 2000                                     | – | ? |
| São Paulo  | Série B3 (extinta) | 1          | ?º colocado (2001)         | 2001                                            | – |   |

### Últimas dez temporadas
Legenda:
| Campeão Vice-campeão Eliminado nas semifinais | Campeão e promovido à divisão superior Vice-campeão e/ou promovido à divisão superior Rebaixado à divisão inferior | Classificado à fase de grupos da Copa Libertadores Classificado à fase preliminar da Copa Libertadores Classificado à Copa Sul-Americana Campeão do Campeonato do Interior |